# Jake Jalbert
Jake Jalbert ist ein US-amerikanischer Kameramann, Filmproduzent, Filmregisseur, Filmeditor und Filmschauspieler.

## Leben
Von 2012 bis 2013 erwarb er am The Hollywood Film Institute sein Diplom in Filmproduktion, 2022 vertiefte er seine Kenntnisse in Kameratechnik an der Filmmakers Academy. Sein Bruder Brian Jalbert ist ebenfalls als Filmschaffender tätig. Als „The Jalbert Brothers“ schufen sie mehrere Kurz- und Spielfilme. 2021 erschien der Horrorfilm Mind Games auf mehreren Streaminganbietern als Video-on-Demand, für den Jalbert als Kameramann, Produzent, Regisseur und Filmeditor fungierte. 2021 fungierte er als verantwortlicher Kameramann im vom Filmstudio The Asylum produzierten Tierhorrorfilm Megaboa – 20 Meter, die fressen wollen. Im Folgejahr war er in selber Funktion am Tierhorrorfilm Shark Waters für dasselbe Filmstudio tätig. Als Filmproduzent, Filmeditor und Kameramann trat er 2023 für den Film Soulmates in Erscheinung, in diesem er zusätzlich eine Nebenrolle spielte.

## Filmografie (Auswahl)

### Kameramann
- 2012: Love Struck (Kurzfilm)
- 2013: House Guest Massacre
- 2014: America’s First Western (Fernsehfilm)
- 2016: 10 Seconds to Run
- 2016: Jedi: Path of Promise (Kurzfilm)
- 2017: Haunted Tours (Fernsehserie)
- 2017: Complicity (Kurzfilm)
- 2017: Love Is Black and White (Kurzfilm)
- 2017: Apple of My Eye (Kurzfilm)
- 2018: Terror Talk
- 2019: Livin’ in the Salt Life (Kurzfilm)
- 2020: Heart of Champions EPK (Dokumentation)
- 2020: Prom Night (Kurzfilm)
- 2020: Sacrifice (Kurzfilm)
- 2021: Painkiller
- 2021: Swing
- 2021: The Murder of Gabby Petito: Truth, Lies and Social Media (Dokumentation)
- 2021: He’s A Cowboy (Kurzfilm)
- 2021: Mind Games
- 2021: Megaboa – 20 Meter, die fressen wollen (Megaboa)
- 2022: Shark Waters
- 2022: Ghost Adventures: House Calls (Fernsehserie, Episode 1x05)
- 2022: Robert Kelly Kill Box (Fernsehspezial)
- 2022: Baked with a Kiss
- 2022: The Boyfriend Trap
- 2023: Untitled Pet/Kid Project
- 2023: Soulmates
- 2023: VIOLAR (Kurzfilm)
- 2023: DC Down – Washington in Flammen (DC Down)
- 2023: Goodnight Moon (Kurzfilm)

### Produktion
- 2012: Love Struck (Kurzfilm)
- 2013: House Guest Massacre
- 2014: America’s First Western (Fernsehfilm)
- 2016: 10 Seconds to Run
- 2017: Haunted Tours (Fernsehserie)
- 2018: Terror Talk
- 2019: Share Your Scare (Fernsehserie)
- 2021: Mind Games
- 2023: Soulmates

### Regie
- 2012: Love Struck (Kurzfilm)
- 2013: House Guest Massacre
- 2014: Romaphobia (Kurzfilm)
- 2014: America’s First Western (Fernsehfilm)
- 2016: 10 Seconds to Run
- 2018: Terror Talk
- 2019: Share Your Scare (Fernsehserie)
- 2020: Heart of Champions EPK (Dokumentation)
- 2021: Mind Games

### Filmschnitt
- 2012: Love Struck (Kurzfilm)
- 2013: House Guest Massacre
- 2014: America’s First Western (Fernsehfilm)
- 2017: Haunted Tours (Fernsehserie)
- 2020: Heart of Champions EPK (Dokumentation)
- 2021: Mind Games
- 2023: Soulmates

### Schauspiel
- 2021: Swing
- 2023: Soulmates